# Mijači (Chorwacja)
Mijači – wieś w Chorwacji, w żupanii pożedzko-slawońskiej, w gminie Brestovac. W 2011 roku liczyła 18 mieszkańców.